# Jean Joseph Amable Humbert
Jean Joseph Amable Humbert (ur. 22 sierpnia 1767 w Saint-Nabord, zm. 3 stycznia 1823 w Nowym Orleanie) – francuski generał; uczestnik rewolucji francuskiej. W roku 1798 kierował nieudaną inwazją na Irlandię, mającą na celu wsparcie irlandzkich rebeliantów. Karierę wojskową rozpoczął w Gwardii Narodowej w Lyonie, gdzie służył w stopniu sierżanta. Dzięki błyskawicznym awansom 9 kwietnia 1794 został generałem brygady. Podczas wojny rewolucyjnej Francji z pierwszą koalicją walczył na froncie zachodnim, po czym przeniesiono go do Armii Renu.

## Wyprawa do Irlandii
Po okresie służby w Armii Wybrzeża Brestu, w roku 1794 Humbert przeszedł pod komendę generała Hoche'a w Armii Renu i Mozeli. Powierzono mu zadanie przygotowania wyprawy zbrojnej do Irlandii. Objął dowodzenie nad jednostką Légion des Francs wchodzącą w skład sił Hoche'a.  Inwazja na Irlandię (Expédition d'Irlande) z roku 1796, która miała się rozpocząć lądowaniem w zatoce Bantry zakończyła się fiaskiem, do czego w znacznym stopniu przyczyniły się fatalne warunki pogodowe (silne sztormy). W trakcie tej ekspedycji Humbert uczestniczył w walkach morskich floty francuskiej z marynarką brytyjską (Royal Navy). Niesprzyjające warunki atmosferyczne oraz zdecydowany opór wroga zmusiły flotę francuską do odwrotu. Po powrocie do Francji Humbert służył w Armii Sambry i Mozy. Jednak już w roku 1798, podczas kolejnej próby wsparcia irlandzkiego powstania, powierzono u dowództwo nad 70-tą półbrygadą piechoty, wzmocnioną artylerzystami oraz oddziałem jazdy wydzielonym z 3-go pułku huzarów. Druga wyprawa do Irlandii z udziałem Humberta również zakończyła się niepowodzeniem. Gdy Francuzi przybyli do wybrzeży wyspy, powstanie chyliło się już ku upadkowi. Ekspedycja dotarła do portu w Killala w dniu 23 sierpnia 1798. Po początkowym sukcesie w bitwie pod Castlebar Francuzi wraz ze Stowarzyszeniem Zjednoczonych Irlandczyków proklamowali Republikę Connaught i snuli plany zdobycia Dublinu. Jednak zamiary te spaliły na panewce, gdy niewielkie siły Humberta zostały pokonane w bitwie pod Ballinamuck, a francuski dowódca dostał się do niewoli brytyjskiej.

## Dalsza służba
Wkrótce potem, podczas wymiany jeńców, Humbert został zwolniony przez Brytyjczyków, co umożliwiło mu powrót do Francji. Mianowano go dowódcą kolejno w: Armii Moguncji, Armii Dunaju i Armii Helweckiej. W szeregach tej ostatniej wziął udział w 2-iej bitwie pod Zurychem. Następnie z polecenia Napoleona Bonaparte wyruszył w podróż na Saint-Domingue, gdzie uczestniczył w kilku kampaniach. Karaibska wyprawa Humberta dobiegła końca wraz z oskarżeniem go o grabieże przez generała Bruneta. W październiku 1802 roku odesłano go Francji na polecenie generała Leclerca. Była to kara za “krętactwa, współpracę z przywódcami tubylców oraz hersztami band”. Jako gorliwy republikanin Humbert wyrażał swoją dezaprobatę dla imperialnych aspiracji Napoleona. Doprowadziło to do jego dymisji w roku 1803, po której osiadł w Morbihan w Bretanii.
W roku 1809 Humbert wstąpił do Armii Północnej w roku 1809, jednak odszedł z niej jeszcze w tym samym roku. Z kolei w roku 1812 zaciągnął się do armii Stanów Zjednoczonych. Zamieszkał w Nowym Orleanie. Podczas wojny brytyjsko-amerykańskiej w roku 1812 ponownie starł się z Brytyjczykami w bitwie pod Nowym Orleanem. W roku 1814 przyłączył się do rebeliantów w Buenos Aires, po czym zakończył karierę wojskową i wrócił do Nowego Orleanu. Od tamtej pory aż do śmierci pracował jako nauczyciel.

## W trakcie wojny brytyjsko-amerykańskiej
Zirytowany ucieczką oddziałów ze stanu Kentucky generał Andrew Jackson polecił Humbertowi przekroczenie rzeki Missisipi i odbicie amerykańskiej pozycji. Humbert, szeregowy ochotnik w wojsku amerykańskim, noszący wciąż stary mundur z armii napoleońskiej, z entuzjazmem podjął się tego zadania. Jako że Jackson odmówił wydania mu pełnomocnictwa na piśmie, amerykańscy oficerowie na zachodnim brzegu Mississippi nie przyjęli przekazanych przez niego rozkazów. Humbert zirytowany wrócił do Kwatery Głównej generała Jacksona.